# 吉田栄光
吉田 栄光（よしだ えいこう、1963年12月18日 - ）は、日本の政治家。福島県双葉郡浪江町長（1期）。元福島県議会議員（5期）、元福島県議会議長。

## 経歴
浪江町出身。1982年、福島県立双葉高等学校卒業。
2006年に福島県議会議員補欠選挙に立候補し初当選、以後連続5期務める。
2022年7月10日の浪江町長選挙で初当選。この選挙は町長選挙としては異例の18日間の選挙期間で行われた。
※当日有権者数：14,069人 最終投票率：49.43%（前回比：+6.31pts）
| 候補者名 | 年齢 | 所属党派                   | 新旧別 | 得票数  | 得票率 | 推薦・支持 |
| -------- | ---- | -------------------------- | ------ | ------- | ------ | ---------- |
| 吉田栄光 | 58   | 無所属                     | 新     | 6,339票 | 93.45% |            |
| 高橋翔   | 34   | シン・福島県知事をつくる会 | 新     | 444票   | 6.55%  |            |